# Siemens IT Solutions and Services
Pour les articles homonymes, voir SIS.
Siemens IT Solutions and Services (SIS) était une importante entreprise européenne de services du numérique ayant appartenu au groupe allemand Siemens AG, avant son rachat par le groupe français Atos SE.

## Historique
Le 15 décembre 2010, Atos Origin achète à Siemens l'entité Siemens IT pour 850M€. Siemens entre au capital d'Atos à hauteur de 15 % et confie à Atos le contrat d'externalisation de la gestion de l'infrastructure informatique mondiale du groupe allemand (5,5 milliards d'euros sur sept ans).
Le 16 octobre 2008, la société est dissoute au sein du groupe Atos.

## Activités
Siemens IT Solutions and Services est issue de la fusion le 15 janvier 2007 de plusieurs entités informatiques du conglomérat allemand Siemens :
- Siemens Business Services GmbH & Co. OHG (SBS - fondé en 1995, Allemagne)
- Siemens Information Systems Ltd (SISL, Inde)
- Business Innovation Center (BIC, Suisse)
- Development Innovation and Projects (DIP, Grèce)
- Program and System Engineering (PSE, Autriche)

Elle proposait dans près de 40 pays, souvent auprès de grandes entreprises internationales et en interne au sein du groupe Siemens (qui génère une partie importante de son chiffre d'affaires) des prestations et activités de :
- conseil ;
- intégration de système ;
- infogérance (outsoucing).